# Selkäsaari (ö i Egentliga Tavastland, Tavastehus, lat 61,12, long 24,24)
Selkäsaari är en ö i Finland. Den ligger i sjön Vanajavesi och i kommunerna Hattula och Tavastehus i den ekonomiska regionen  Tavastehus ekonomiska region  och landskapet Egentliga Tavastland, i den södra delen av landet, 110 km norr om huvudstaden Helsingfors. Öns area är 2,1 hektar och dess största längd är 200 meter i nord-sydlig riktning.